# Большая Чажма
Большая Чажма — река на полуострове Камчатка.
Длина реки 48 км. Протекает по территории Елизовского района Камчатского края.
Берёт истоки с северных склонов безымянного массива, где на реке и её притоках образуются водопады. Впадает в Камчатский залив Тихого океана.
Река названа по мысу на побережье Камчатского залива, гидроним предположительно имеет ительменское происхождение.
Притоки (от устья):
1 км: река Валентина
7 км: река Светлая
21 км: ручей Ключ Болотный
26 км: река без названия (Болотный?)
(?) км: Корыто

## Данные водного реестра
По данным государственного водного реестра России относится к Анадыро-Колымскому бассейновому округу.
Код объекта в государственном водном реестре —.